# Kočevje község
Kočevje község (szlovénül Občina Kočevje), Szlovénia 212 alapfokú közigazgatási egységének, azaz községének egyike, a történelmi Alsó-Krajnában, a Délkelet-Szlovénia statisztikai régióban. Központja Kočevje város. Lakossága 2019-ben 15 658 fő volt, területe  563,7 km².

## Elhelyezkedése
A község Szlovénia déli határa mellett, közvetlenül a horvát határánál található. A horvát-szlovén határszakasz a Kulpa-folyó mentén halad a községben, a legközelebbi Horvátországi község Brod Moravice. 563,7 km² kiterjedésével Szlovénia legnagyobb községe (a második legnagyobb Ilirska Bistrica község 480 km²). Kočevje község Črnomelj, Semič, Dolenjske Toplice, Žužemberk, Dobrepolje, Ribnica, Osilnica, Kostel és Brod Moravice községekkel határos.
2020-ban Szlovénián belül ebben a községben volt a legtöbb lakatlan falu: az ország 57 elhagyatott településéből 16 található Kočevjében.

## Települései
Kočevját az alábbi települések alkotják:
Borovec pri Kočevski Reki, Breg pri Kočevju, Brezovica pri Predgradu, Bukova Gora, Cvišlerji, Dol, Dolga vas, Dolnja Briga, Dolnje Ložine, Čeplje, Črni Potok pri Kočevju, Gorenje, Gornja Briga, Gornje Ložine, Gotenica, Jelenja vas, Kačji Potok, Klinja vas, Knežja Lipa, Koblarji, Kočarji, Koče, Kočevje, Kočevska Reka, Konca vas, Koprivnik, Kralji, Laze pri Oneku, Laze pri Predgradu, Livold, Mačkovec, Mahovnik, Mala Gora, Mlaka pri Kočevju, Mlaka pri Kočevski Reki, Morava, Mozelj, Mrtvice, Nemška Loka, Nove Ložine, Novi Lazi, Onek, Paka pri Predgradu, Podjetniško naselje Kočevje, Podlesje, Polom, Predgrad, Primoži, Rajhenav, Rajndol, Rogati Hrib, Seč, Slovenska vas, Smuka, Spodnja Bilpa, Spodnji Log, Stara Cerkev, Stari Breg, Stari Log, Staro Brezje, Šalka vas, Štalcerji, Trnovec, Vimolj pri Predgradu, Vrbovec, Vrt, Zajčje Polje, Zdihovo, Željne

## Népesség
| Lakosok száma | 16 711 | 16 685 | 16 499 | 16 437 | 16 303 | 16 075 | 15 965 | 15 822 | 15 688 | 15 702 |
|               | 2008   | 2009   | 2011   | 2012   | 2013   | 2015   | 2016   | 2017   | 2019   | 2020   |